# A Washingtoni Állami Egyetem reaktora
A Washingtoni Állami Egyetem reaktora az egyetem pullmani campusán elhelyezkedő radiológiai központban működik. Az 1961-ben megnyílt létesítmény ötletgazdája Harold W. Dodgen, a Manhattan terv kutatója. A létesítményhez szükséges forrásokat a National Science Foundation, az Atomic Energy Commission és az akkori főiskola biztosította. A választás azért a WSC-re esett, mert az intézmény a Hanford-telep és az Idaho National Laboratory közvetlen közelében volt. A General Electric (GE) segítségével tervezett atomreaktor alapkőletétele 1957 augusztusában volt; a létesítményt 1961. március 7-én nyitották meg. A kezdeti egy wattos teljesítményt a következő években fokozatosan száz kilowattra emelték.
A létesítmény eredetileg a GE teszthelyszíneként működött, azonban 1976-ban a Washingtoni Állami Egyetem (WSU) vette át az üzemeltetést; a reaktor ekkortól urán-235 alapú fűtőanyaggal üzemelt, majd az erőmű még ugyanebben az évben egy élettartamnövelő beruházáson esett át. 1978-ban az atomfegyverek globális elterjedésétől való félelem miatt a szövetségi kormány elrendelte, hogy a katonai célú erőműveket kivéve minden létesítményt csak alacsony dúsítási fokú uránnal szabad üzemeltetni; a költségek és az átalakítandó létesítmények száma miatt a WSU reaktorában a változtatásra csak 2008 októberében került sor; a reaktort a hónap hetedikén indították újra. Biztonsági átvizsgálásokat követően az erőmű használati engedélyét 2011. szeptember 30-án további húsz évvel meghosszabbították.

## Felépítés
Úgynevezett uszoda típusú reaktor. A reaktormag egy mozgatható felépítményről belógatott, téglatest alakú alumíniumdoboz, amelyben a 3-4 fűtőanyagcsoportot bór-aluminium szabályzórudak választják el egymástól. A reaktormagot 2420 hektoliternyi nagy tisztaságú ioncserélt vízzel megtöltött medencébe lógatják bele, amely egyben hűtővízként, sugárvédelemként és neutronmoderátorként is szolgál. A reaktormagban a szabályozórudakat szervomotorokkal tudják mozgatni, így szabályozva a reaktor teljesítményét. Az energiát a magban található szenzorok segítségével tudják meghatározni (három, egymástól független érzékelőrendszer helyezkedik el a doboz sarkaiban).
A létesítmény üzemeltetése során viszonylag magas hőmérséklet keletkezik a magban (körülbelül 350 °C), amelyet a medence vize hűt. A medence hőjét elsődleges és másodlagos hűtőkörrel felszerelt hőcserélő vezeti el. A másodlagos hűtőkörben egy hűtőtorony biztosítja a reaktor megfelelő hőmérsékletét. Az elkülönített hűtőkörökkel megakadályozzák, hogy sugárzó anyag kerüljön a természetbe. A létesítmény kutatóreaktorként működik, nem termel villamos energiát, így nem is rendelkezik nyomott vizes tartállyal vagy gőzturbinával.
A WSU reaktorát kísérleti célokra használják; egy ilyen alkalmazási mód az izotópok előállítása, illetve minták besüllyesztése az aktív zónába, majd az adott ideig neutronokkal történő besugárzás után laboratóriumi vizsgálatra küldése.
A reaktor medencéjében található, azonban attól függetlenül működő kobalt-60 forrású gammabesugárzót az állatorvosi főiskola és más biológiai szakok hallgatói használják a minták sterilizálására, mivel ez a módszer az autoklávnál olcsóbb.

### Impulzusüzem
Alapesetben a reaktor állandó egy megawatt teljesítménnyel üzemel, azonban a fűtőanyag tulajdonságai miatt nagyon rövid idő alatt akár ezerszer ekkora teljesítményimpulzusra is képes; ennek oka, hogy a fűtőanyag hőmérsékletének növelésével annak reaktivitása csökken. Ha egy szabályozórudat sűrített levegővel nagy sebességgel hirtelen kiemelnek, akkor a reaktor teljesítménye ötven milliszekundumon belül 80 wattról egymilliárd wattra ugrik, majd esik vissza, ekkor a Cserenkov-effektus által okozott kék fényben derengő medencében villanás látható.

## Kutatás
A reaktorban képesek ismeretlen mintákban a kémiai elemek koncentrációjának megállapítását célzó neutronaktivációs analízist (NAA) végezni, akár tíz miligram mennyiségű mintában is. A WSU reaktorában a minták NAA vizsgálata impulzus üzemmódban elvégezhető. Korábbi kutatások során légszűrők, fák évgyűrűinek és egyéb környezeti minták arzén-, cink- és szeléntartalmának vizsgálatát végezték el. Az NAA  biológiai minták nyomelemtartalmának megállapítására is alkalmas, ami különösen növény- és állategészségügyi vizsgálatok elvégzésénél hasznos. Geológiai minták argon radiometrikus kormeghatározása is elvégezhető.

### Neutronnyalábok
A reaktor képes közepes és alacsony energiájú neutronnyalábok előállítására is. A magas sugárzású szobában elhelyezkedő létesítmény az Idaho National Engineering Laboratoryval közösen valósult meg egy rákkutatási program részeként; a Boron-Neutron Capture Therapy kutatás célja az agytumorok gyógymódjának megtalálása. A neutronnyaláb radiográfiai eljárásokra is alkalmas, amellyel repedéseket és csövek folyadéktartalmát vizsgálhatják.

## Fordítás
Ez a szócikk részben vagy egészben  a   Washington State University Reactor című angol Wikipédia-szócikk ezen változatának fordításán alapul.  Az eredeti cikk szerkesztőit annak laptörténete sorolja fel. Ez a jelzés csupán a megfogalmazás eredetét és a szerzői jogokat jelzi, nem szolgál a cikkben szereplő információk forrásmegjelöléseként.